# V Pictoris
V Pictoris är en halvregelbunden variabel av SR-typ i stjärnbilden Målaren.
Stjärnan varierar mellan visuell magnitud +8,65 och 10,22 med en period av 180 dygn.